# Rhagoduja finnegani
Rhagoduja finnegani är en spindeldjursart som beskrevs av Roewer 1933. Rhagoduja finnegani ingår i släktet Rhagoduja och familjen Rhagodidae. Inga underarter finns listade i Catalogue of Life.